# Объединённая таксономическая информационная служба
Объединённая таксономи́ческая информацио́нная слу́жба (англ. Integrated Taxonomic Information System, ITIS) — межправительственное партнёрство с участием США, Канады и Мексики, а также других организаций и специалистов, имеющее целью создание и поддержание полной и всесторонней открытой таксономической базы данных по всем биологическим видам.
Эта служба была создана в середине 1990-х годов при поддержке нескольких федеральных агентств США, в том числе Агентства по охране окружающей среды, Министерства внутренних дел и Национального музея естественной истории Первоначальной задачей проекта было предоставление таксономической информации для таксонов Северной Америки. В базе данных ITIS каждому имени, независимо от таксономического статуса или положения в иерархии, присваивается уникальный идентификатор (ID). Схема базы данных полностью документирована. Вся база данных доступна для загрузки по FTP в виде схемы SQL с данными в текстовых файлах с разделителями. Это позволяет использовать данные ITIS в качестве источника таксономических данных в проектах по информатике биоразнообразия. К 2017 году эта база данных содержала более 840 000 научных названий.